# Manolo Reina
Manuel Reina Rodríguez (Villanueva del Trabuco, 1 de abril de 1985), mais conhecido como Manolo Reina, é um futebolista espanhol que atua como goleiro.[carece de fontes?]

## Carreira no clube
Nascido em Villanueva del Trabuco, Málaga, Andaluzia, Reina foi produto do sistema juvenil da sua cidade natal, Málaga CF. Ele apareceu em um jogo com o time titular na temporada 2005-06, contra o Valencia CF, em um empate em casa por 0-0, enquanto eles ocupavam o último lugar na La Liga.
Em 2007, Reina ingressou no Levante UD, mas jogou principalmente pelos reservas durante sua passagem inicial. No entanto, a grave crise financeira do clube fez com que ele se tornasse titular após a saída de Marco Storari; em oito partidas, sofreu 18 gols.
Reina totalizou 48 partidas nas duas temporadas seguintes, a última delas terminando na promoção à primeira divisão. Para 2010-11, ele foi inicialmente considerado a segunda escolha, para o recém-contratado Gustavo Munúa. No entanto, depois que o uruguaio sofreu dez gols nas três primeiras partidas, ele foi selecionado para as próximas duas rodadas, mantendo jogos sem sofrer gols contra UD Almería (vitória fora de casa por 1-0) e Real Madrid (0-0, em casa); ele acabou perdendo sua posição inicial novamente, terminando a campanha com 18 jogos, enquanto os valencianos eventualmente mantinham seu status.
Em 20 de junho de 2011, Reina assinou com o FC Cartagena da segunda divisão. Após o rebaixamento, ele se mudou para o exterior pela primeira vez em sua carreira, ingressando no AEP Paphos FC da Primeira Divisão Cipriota.
Reina trocou de time e país novamente em 30 de janeiro de 2013, assinando com o Atromitos F.C., clube da Super League Grécia. como substituto de Charles Itandje, que se transferiu para o PAOK FC.
Em 2 de julho de 2013, Reina retornou ao seu país e assinou contrato com o Gimnàstic de Tarragona, da Segunda División B. Ele foi titular indiscutível durante sua passagem de quatro anos, conseguindo a promoção à segunda divisão em sua segunda temporada.
Reina cortou relações com o clube em 6 de julho de 2017, e assinou com o RCD Mallorca 13 dias depois. Ele ganhou duas promoções consecutivas para retornar ao nível superior - sempre como primeira escolha - adicionando outra no final da campanha 2020-21.
Reina voltou ao Estádio La Rosaleda em junho de 2022, após 15 anos afastado, com um contrato de dois anos.

## Honras
Gimnàstic
- Segunda División B: 2014-15[17]

Mallorca
- Segunda División B: 2017-18[17]